# Hélène Budzinski
Hélène Budzinski est une chimiste française spécialiste de la chimie environnementale
.

## Biographie
En 1989, Hélène Budzinski sort diplômée de l'École nationale supérieure de chimie de Paris et obtient un DEA de chimie analytique à l'université Pierre-et-Marie-Curie. En 1993, elle soutient une thèse de chimie-physique à l'université Bordeaux-I. Elle est habilitée à diriger des recherches depuis 1999.

Depuis 2003, elle est directrice de recherches au CNRS à l'université Bordeaux-I où elle est responsable du Groupe de physico toxico chimie de l’environnement. Elle y étudie le devenir et l’impact des contaminants organiques, notamment les polluants organiques persistants, dans l'environnement,,. 
En 2017, elle reçoit la médaille d'argent du CNRS,. Elle est également lauréate en 2022 du Grand prix Pierre-Süe de la Société chimique de France.